# Bombini
I Bombini Latreille, 1802 sono una tribù di imenotteri apoidei della famiglia Apidae.

## Tassonomia
Comprende un unico genere:
- Bombus Latreille

In passato venivano considerati validi altri generi quali Bremus, Megabombus, Orientalibombus, Psithyrus oggi inclusi nel genere Bombus.